# Frédéric Ottobon
Frédéric Ottobon (1980) è un ex sciatore alpino francese.

## Biografia
Ottobon, attivo dal dicembre del 1995, in Coppa Europa esordì il 29 gennaio 1998 a Megève in discesa libera, senza completare la prova, ottenne il miglior piazzamento il 7 marzo 2002 a Tignes in supergigante (9º) e prese per l'ultima volta il via il 14 febbraio 2003 a Sella Nevea nella medesima specialità, senza completare la prova. Si ritirò al termine della stagione 2003-2004 e la sua ultima gara fu uno slalom gigante FIS disputato il 28 marzo a La Rosière, chiuso da Ottobon al 3º posto; non debuttò  Coppa del Mondo né prese parte a rassegne olimpiche o iridate.

## Palmarès

### Coppa Europa
- Miglior piazzamento in classifica generale: 101º nel 2002

### Campionati francesi
- 1 medaglia:
  - 1 argento (supergigante nel 2001)